# 게리 디
게리 디(영어: Gerry Dee, 1968년 12월 31일 ~ )는 캐나다의 배우이다.

## 영화
- 무빙 데이 (2012년)
- 388 아레타 에비뉴 (2011년)
- 트레일러 파크 보이스: 더 무비 (2006년)
- 더 레이트 레이트 쇼 위드 크레이그 킬본 (1999년)